# William James Alexander Weir
William James Alexander Weir, avstralski častnik, vojaški pilot in letalski as, * 4. april 1891, Leichhardt, Sydney, New South Wales.  	
Nadporočnik Weir je v svoji vojaški karieri dosegel 6 zračnih zmag.

## Odlikovanja
- Distinguished Flying Cross (DFC)